# Бабак, Сергей Витальевич
Сергей Витальевич Бабак (укр. Сергій Віталійович Бабак; род. 31 июля 1978 года, Киев) — украинский педагог, политик.
Народный депутат Украины IX созыва.
Лауреат антипремии Академическое недостоинство в номинации «Плагиатор — 2019».

## Биография
Доктор технических наук, кандидат экономических наук. Экономическое образование получил в Киевском национальном экономическом университете и в Университете Нейпира (Шотландия). Окончил юридический факультет Университета новейших технологий, а также Ужгородский национальный университет (специальность «Психолог»).
Бабак является директором образовательных программ Украинского института будущего.
Он руководил ГП «Научно-технический центр новейших технологий НАН Украины», был заместителем Генерального секретаря Украинского национального комитета Международной торговой палаты, директором Департамента международного сотрудничества.
Был членом Национального агентства по обеспечению качества высшего образования, проректором и советником ректора Университета новейших технологий.

## Политическая деятельность
Кандидат в народные депутаты от партии «Слуга народа» на парламентских выборах 2019 года, № 11 в списке. На время выборов: заместитель директора государственного научного учреждения «Центр морской геологии, геоэкологии и осадочного рудообразования НАН Украины», беспартийный. Проживает в Киеве.
Председатель Комитета Верховной Рады по вопросам образования, науки и инноваций.
Сопредседатель группы по межпарламентским связям с Румынией.

## Критика
- В докторской диссертации Сергея Бабака обнаружено плагиат[11], и, соответственно, он был признан "Плагиатором года" на Украине в 2019[12].